# Lincoln Park (San Francisco)
Lincoln Park is een park in San Francisco (Californië). Het werd in 1909 naar de Amerikaanse president Abraham Lincoln vernoemd.

## Ligging
Het 0,4 km² grote park ligt in het noordwesten van het schiereiland van San Francisco, aan de oever waar de Golden Gate in de Stille Oceaan mondt. Het bevindt zich ten noorden van het stadsdeel Richmond. In het park bevindt zich het California Palace of the Legion of Honor waarin nu een museum is gevestigd.
Tevens vormt het park het westelijke einde van de in 1913 in gebruik genomen Lincoln Highway, die als eerste de Oost- en Westkust van de Verenigde Staten met elkaar verbond. In 1928 werd hier ook een 68 par tellende golfbaan geopend, waar vanaf dat jaar het jaarlijks terugkerende San Francisco City Golf Championship plaatsvond.